# 日経QUICKニュース
日経QUICKニュースとは、日本経済新聞社（日経）グループの通信社、株式会社日経QUICKニュース社が配信する記事のブランドネームである。

## 概要
同社およびブランド名の略称が「NQN」。日経と、日経の関連会社である金融情報ベンダーのQUICKが折半出資して設立した。株式に関する速報に強みがあり、東証場況や個別銘柄解説では国内の市況報道に大きな影響力を持つ。日経新聞も含め、国内の主要メディアはなんらかの形で通信社の記事を利用するが、こと株式関連ニュースにおいては共同や時事を差し置いてNQNの記事が引用される蓋然性がきわめて高いとされる。東京編集部のほか、ニューヨークと香港、シンガポールに支局を開く。ライバルはブルームバーグやロイター通信社の日本語ニュース部門。
日経の証券部や経済部が担っていたマーケット速報を引き継ぐ形で1990年代前半に設立。当初は株式市場や債券・為替など金融市場の場況と解説記事だけをQUICK端末に配信していた。その後、日経の速報部門の経費削減の余波などを受け、2004年3月には日経の編集局ネット編集部の取材部門を統合。東証や日銀での発表モノや要人発言など発生モノの記事も手がけるようになり、事実上、日経グループ唯一の速報専業部門になった。
NQNが配信した記事は通常、日経新聞のホームページであるNIKKEI Netで閲覧できる。NIKKEI Netでは記事の末尾に［NQN］とクレジットが入る。証券会社の店頭のボードにも場況の一部などが流れている。親会社のQUICKが、松井証券など証券会社のネット口座ユーザー向け投資情報に高いシェアを握るとあって、証券会社経由でもNQNの記事が配信されている。2005年秋までは東証の場況が朝日・毎日・読売の全国紙3紙にもNQNの記事とは分からない形で掲載されていた。ただ、署名入りの解説記事や付加価値の高い数表などはQUICK端末と日経テレコン21だけに配信される。QUICK端末上では見出しの先頭に☆がついている記事がそれ。
たまに日経には記者の求人広告が掲載されている。全員が日経の記者を兼務しており、兜倶楽部や日銀倶楽部、国会記者会や財政研究会など各所の記者クラブに所属する。株式の担当記者は若手を中心に日経CNBCにも出演し、アンカーらと株式の個別銘柄について「あーでもない、こーでもない」と漫才さながらの掛け合いトークを展開する。話題に「わたくしごと」の多い古門成年（ふるかど・なるとし）記者や、一日に一回は必ずダジャレを言うが、女性キャスターに華麗にスルーされる露口一郎（つゆぐち・いちろう）記者が有名。日経CNBCの豊島広（としま・ひろし）アンカーは1999年から2年間、NQNニューヨーク支局長を務めた。以前、日経CNBCで絶大な人気を博した平光三郎（たいら・こうざぶろう）、現・日本経済新聞社産業部もNQNの記者だったことがある。

## 海外取材拠点
- ニューヨーク：川内資子
- 香港：桶本典子